# Große Breitnasenfledermaus

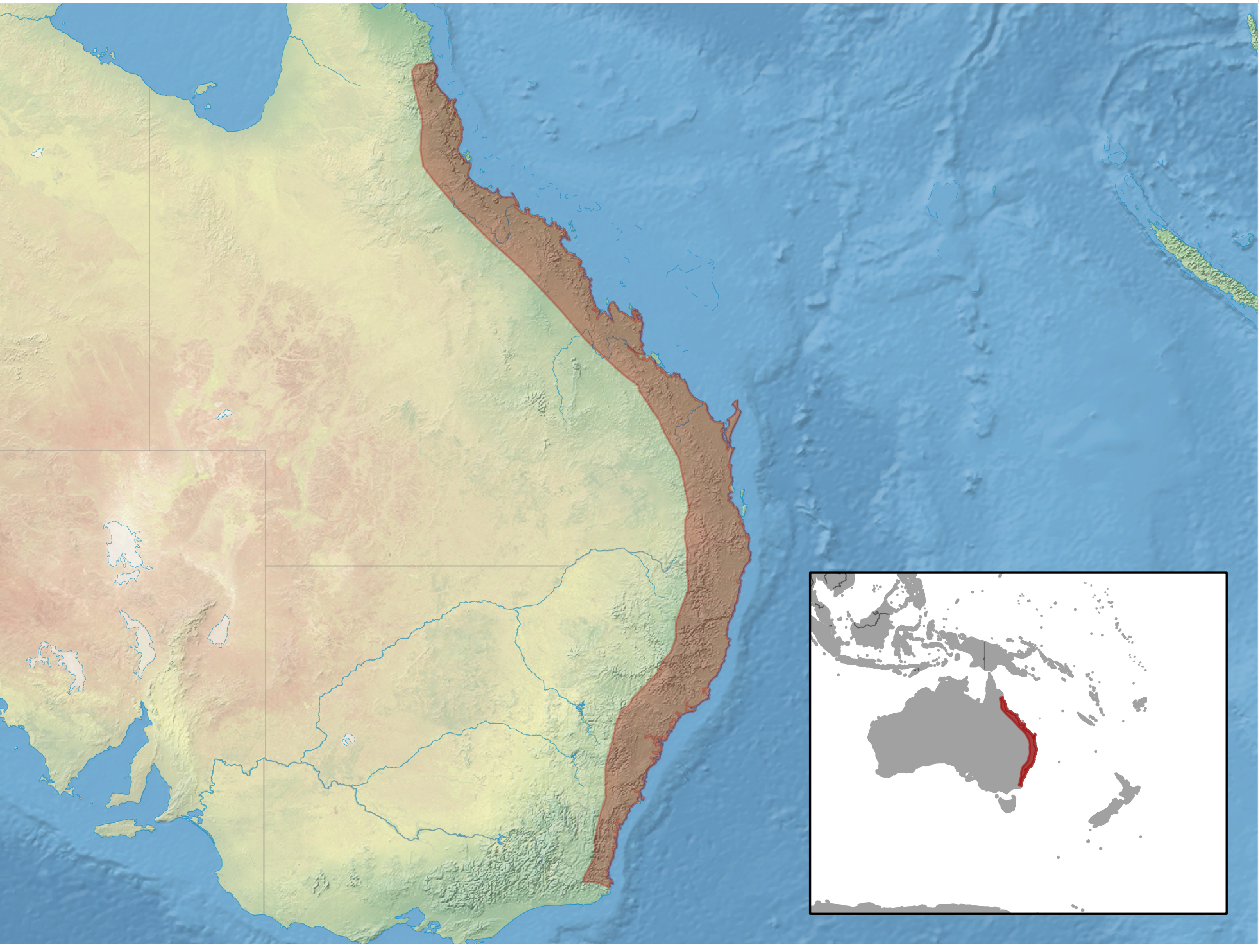
Verbreitungsgebiet

Die Große Breitnasenfledermaus (Scoteanax rueppellii) ist eine Fledermausart in der Familie der Glattnasen (Vespertilionidae). In älteren Abhandlungen wurde die Art zur Gattung Amerikanische Abendsegler (Nycticeius) gezählt. Neuere Werke listen sie in der monotypischen Gattung Scoteanax.

## Merkmale
Mit einer Kopfrumpflänge von 63 bis 73 mm, einer Schwanzlänge von 44 bis 58 mm und einem Gewicht von 25 bis 35 g ist die Große Breitnasenfledermaus ein mittelgroßer Vertreter ihrer Familie. Die Unterarme sind 51 bis 56 mm lang. Das Fell der Oberseite hat eine zimtbraune Farbe, die Unterseite ist olivbraun. Im Vergleich mit den Amerikanischen Abendseglern ist der Schädel kräftiger, während die oberen Molaren kleiner sind.

## Verbreitung und Lebensweise
Diese Fledermaus bewohnt einen breiteren Landstreifen entlang der Ostküste Australiens. Sie lebt in Regenwäldern, in Regionen mit Hartlaubgewächsen und in Gebieten mit Eukalyptuspflanzen.
Als Ruheplätze kommen Baumhöhlen, Felsspalten, Verstecke hinter abgelöster Baumrinde und Hausdächer vor. Die Individuen beginnen ihre Jagd auf Käfer und andere fliegende Insekten kurz nach Sonnenuntergang. Manchmal fressen sie kleinere Wirbeltiere. Ein Wurf besteht meist aus einem Jungtier, das im australischen Sommer geboren wird.

## Bedrohung
Waldrodungen und Zerstörung geeigneter Ruheplätze beeinflussen den Bestand der Großen Breitnasenfledermaus negativ. Die Weltnaturschutzunion (IUCN) listet die Art trotz eines Bestandsrückgangs als nicht gefährdet (Least Concern).